# 2. Badminton-Bundesliga 1996/97
Die 2. Badminton-Bundesliga 1996/97 als zweithöchste deutsche Spielklasse in der Sportart Badminton war in zwei Staffeln unterteilt (Nord und Süd), in der jeweils acht Teams gegeneinander antraten. In die 1. Bundesliga stieg die SG Anspach auf.

## 2. Bundesliga Nord
Abschlusstabelle
| Platz | Mannschaft                   | Spiele |
| ----- | ---------------------------- | ------ |
| 1.    | 1. BV Mülheim                | 14     |
| 2.    | VfL 93 Hamburg               | 14     |
| 3.    | VfL Berliner Lehrer          | 14     |
| 4.    | TuS Gildehaus (N)            | 14     |
| 5.    | TV Witzhelden                | 14     |
| 6.    | Ohligser TV                  | 14     |
| 7.    | BC Phönix Bonn (N)           | 14     |
| 8.    | SC Union 08 Lüdinghausen (N) | 14     |

## 2. Bundesliga Süd
Abschlusstabelle
| Platz | Mannschaft                | Spiele |
| ----- | ------------------------- | ------ |
| 1.    | SG Anspach                | 14     |
| 2.    | TSV Neuhausen-Nymphenburg | 14     |
| 3.    | TuS/SG Schorndorf         | 14     |
| 4.    | TuS Wiebelskirchen 2      | 14     |
| 5.    | SG Robur Zittau           | 14     |
| 6.    | TSG Augsburg 85 (N)       | 14     |
| 7.    | 1. BV Maintal (N)         | 14     |
| 8.    | TV 1848 Erlangen (N)      | 14     |